# Xantopsi
Xantopsi är ett förgiftningssymtom vid överdosering av ämnen från växtsläktet fingerborgsblommor (Digitalis). Ordet kommer av grekiskans xantos som betyder gul och opsis som betyder syn och kan översättas till "gulfärgseende", det vill säga att allt man ser på verkar gult.